# 兼子勲
兼子 勲（かねこ いさお、1938年3月1日 - 2013年7月18日）は元・日本航空代表取締役会長。東京都出身。

## 家族
- 兼子容子（妻）

## 経歴
1960年に東京大学法学部卒業と同時に日本航空に入社。1983年6月にローマ支店長兼ローマ空港支店長を務めた後、1985年6月勤労部長に就任。1991年6月に日本航空取締役に就任。1992年公開のスタジオジブリ制作のアニメ映画「紅の豚」ではエグゼクティブプロデューサーとして社長の利光松男を補佐。1995年に常務取締役、1997年に専務取締役を経て1998年6月に日本航空代表取締役社長に就任。1999年には日本バスケットボール協会副会長、2003年より会長も務めた。2002年10月、日本エアシステムの経営統合を実現し持ち株会社日本航空システム代表取締役社長CEOに就任。2004年4月に日本航空代表取締役会長。同年6月に社長の座を新町敏行に譲る。統合後の経営基盤固めに努めるも運航トラブルが相次いだ責任を取り、2005年3月末に代表権を返上。同年5月末に退任した。
2013年7月18日午後8時23分、心不全の為死去。75歳没。